# Urker
Urker (kaz. Үркер, ros. Уркер) – kazachski zespół muzyczny grający muzykę z gatunku folk rock i pop rock założony w 1994 roku w Ałmaty. Jest to jedna z pierwszych grup muzycznych, które po uzyskaniu niepodległości przez Kazachstan, zaczęły odwoływać się w swojej muzyce do tradycyjnej kultury kazachskiej.

## Skład zespołu

### Aktualny skład[2]
- Ajdos Sagat - wokal, keyboard
- Rustam Musin - dombra, wokal

### Byli członkowie
- Dauren Syzdykow - gitara basowa, wokal[3]
- Purłan Ałban - gitara[1]

## Dyskografia

### Albumy studyjne
- Ansarym (1997)[4]
- Toi Bastar (1998)[4]
- Urker (2001)[4]
- Made in Kazakhstan (2002)[5]
- The best of Urker (2004)[6]
- Tolgau (2008)[6]
- Мне не забыть… (2009)[6]